# Platypareia albipes
Platypareia albipes är en insektsart som beskrevs av Frederick Arthur Godfrey Muir 1934. Platypareia albipes ingår i släktet Platypareia och familjen sporrstritar. Inga underarter finns listade i Catalogue of Life.